# Самотність (фільм, 1964)
«Самотність» (рос. «Одиночество») — український радянський художній фільм 1964 року режисера Всеволода Вороніна за однойменним романом Миколи Вірти.
Фільм оповідає про Тамбовському повстанні в ході Громадянської війни в Радянській Росії. Події подаються з точки зору радянської пропаганди.

## Сюжет
Тамбовська губернія, 1920 рік. Колишній міліціонер Антонов і поручик царської армії Токмаков засновують Союз трудового селянства і збирають під свої знамена повстанські армії з селян, незадоволених радянською владою, білогвардійців і дезертирів. Скориставшись сприятливим для них становищем на фронтах Громадянської війни, армії під їх керівництвом домагаються значних успіхів.

## У ролях
- Олександр Граве
- Олексій Головін
- Микола Лебедєв
- Віктор Бубнов
- Гліб Глєбов
- Євген Шутов
- Віктор Єгоров
- Олександра Зав'ялова
- Петро Глєбов - Фрол Баєв
- Афанасій Кочетков
- Володимир Балашов
- Світлана Дружиніна
- Іван Рижов - Ішин
- Аркадій Толбузін
- Андрій Абрикосов
- Віра Донська-Присяжнюк
- Анастасія Зуєва
- Дмитро Капка
- Іван Савкін
- Володимир Васильєв
- Валентин Голубенко

## Творча група
- Сценарій: Микола Вірта
- Режисер: Всеволод Воронін
- Оператор: Вадим Костроменко
- Композитор: Юрій Левітін